# Шпикачка

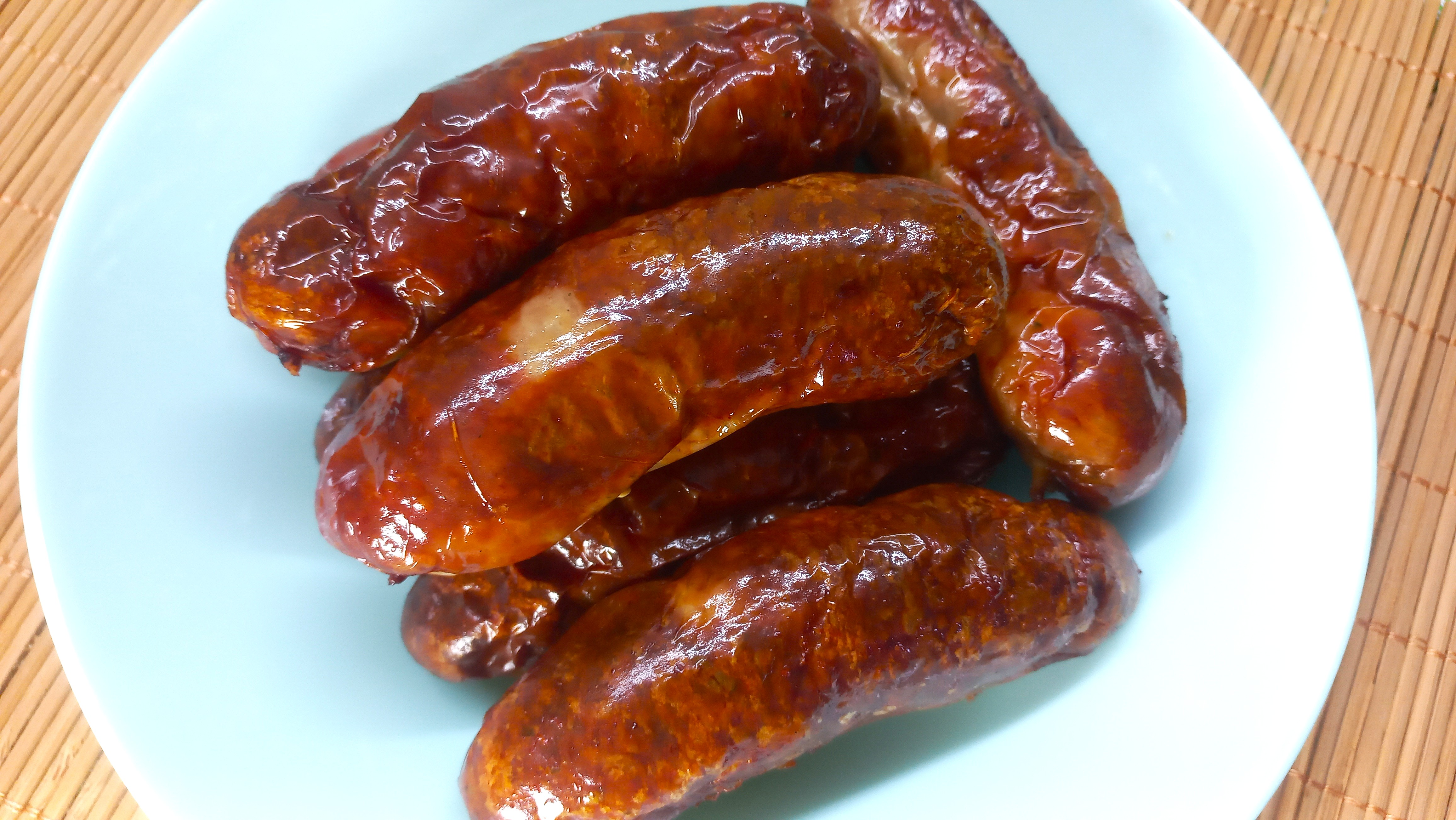
Шпикачки

Шпикачка — один з видів ковбаси, приготованої з дрібно меленої суміші свинини і яловичини з додаванням копченого шпику, що і дало назву продукту. Згідно з оригінальним рецептом має складатися з 50 % молодої яловичини, 20 % свинячої вирізки й обрубаного, без шкіри, нарізаного кубиками сала заправлених з часником, перцем, або мускатним горіхом. Ковбаски наповнюються в яловичі або свинячі кишки діаметром 3—4 см, котрі 5—7 см в довжину перев'язані шнурком вагою по 65–85 грам.